# Associazione Sportiva L'Aquila 1962-1963
Questa pagina raccoglie le informazioni riguardanti l'Associazione Sportiva L'Aquila nelle competizioni ufficiali della stagione 1962-1963.

## Rosa
| N. |                   | Ruolo | Calciatore            |
| -- | ----------------- | ----- | --------------------- |
|    | Italia (bandiera) | C     | Guido Attardi         |
|    | Italia (bandiera) |       | Ballarin              |
|    | Italia (bandiera) | A     | Filippo Cannavacciulo |
|    | Italia (bandiera) | C     | Danilo Casagrande     |
|    | Italia (bandiera) | C     | Elvio Colantoni       |
|    | Italia (bandiera) | C     | Piero Comisso         |
|    | Italia (bandiera) | P     | Luciano Corsinovi     |
|    | Italia (bandiera) |       | Dini                  |
|    | Italia (bandiera) | D     | Adriano Grigoletti    |

| N. |                   | Ruolo | Calciatore       |
| -- | ----------------- | ----- | ---------------- |
|    | Italia (bandiera) | A     | Francesco Ianni  |
|    | Italia (bandiera) | C     | Claudio Nassi    |
|    | Italia (bandiera) | A     | Livio Noè        |
|    | Italia (bandiera) | A     | Pietrangelo Ore  |
|    | Italia (bandiera) | D     | Mario Pesce      |
|    | Italia (bandiera) | C     | Giuseppe Picella |
|    | Italia (bandiera) | D     | Felice Profeti   |
|    | Italia (bandiera) | P     | Raffaele Suman   |
|    | Italia (bandiera) | D     | Furio Vemati     |